# Krysí ostrovy
Krysí ostrovy (anglicky Rat Islands, aleutsky Qaxum tanangis) je skupina Aleutských ostrovů, které se nachází východně od Blízkých ostrovů a západně od Andrejanových ostrovů. Všechny ostrovy jsou neobydlené.

## Zeměpis
Největšími ostrovy tohoto souostroví jsou od západu na východ: Kiska, Malá Kiska, Segula, Hawadax (dříve Krysí ostrov), Ostrov Chvostova, Ostrov Davidova, Malý Sitkin, Amčitka a Semisopočnoj. Ostrovy jsou převážně hornaté (výšky až 1221 m, na ostrově Semisopočnoj). Existují zde aktivní sopky. Na Amčitce se nachází přírodní bobří rezervace.
Krysí ostrovy se nachází v seismicky aktivní oblasti na hranici tichomořské a severoamerické tektonické desky. V roce 1965 byly ostrovy zasaženy silným zemětřesením o síle 8,7 stupně Richterovy stupnice.

## Historie
Ostrovy byly objeveny koncem 18. století ruskými lovci kožešin. V roce 1827 je ruský kapitán Fjodor Petrovič Litke pojmenoval Krysí ostrovy, protože viděl na ostrovech přemnoženou krysí populaci. Krysy se na ostrovy dostaly v roce 1780 ze ztroskotané japonské lodi.
V roce 1867 se staly ostrovy součástí USA, když Rusko prodalo Spojeným státům Aljašku.
15. září 1971 vyplula rybářská loď jménem Phyllis Cormack s 12 muži na palubě ke Krysím ostrovům, k Amčitce, aby protestovala proti pokusným jaderným výbuchům. Toto datum je považováno za první akci Greenpeace a za datum jejího založení.
V roce 2009 se začalo na Krysím ostrově s cílenou likvidací krys, aby se přešlo k původnímu rázu ostrova. Krysí ostrov byl totiž před invazí hlodavců rájem pro mořské ptáky. Žily zde jedny z největších kolonií papuchalka chocholatého, buřňáků malých a celé řady dalších mořských ptáků. Ambiciózní projekt přišel na miliony dolarů, které plynuly převážně ze soukromých zdrojů. V roce 2012 bylo oznámeno, že krysy byly na Krysím ostrově zcela vyhubeny, a proto byl přejmenován na Hawadax. Jedná se ale jen o jeden z ostrovů Krysích ostrovů, další boj s krysami pokračuje.

## Galerie

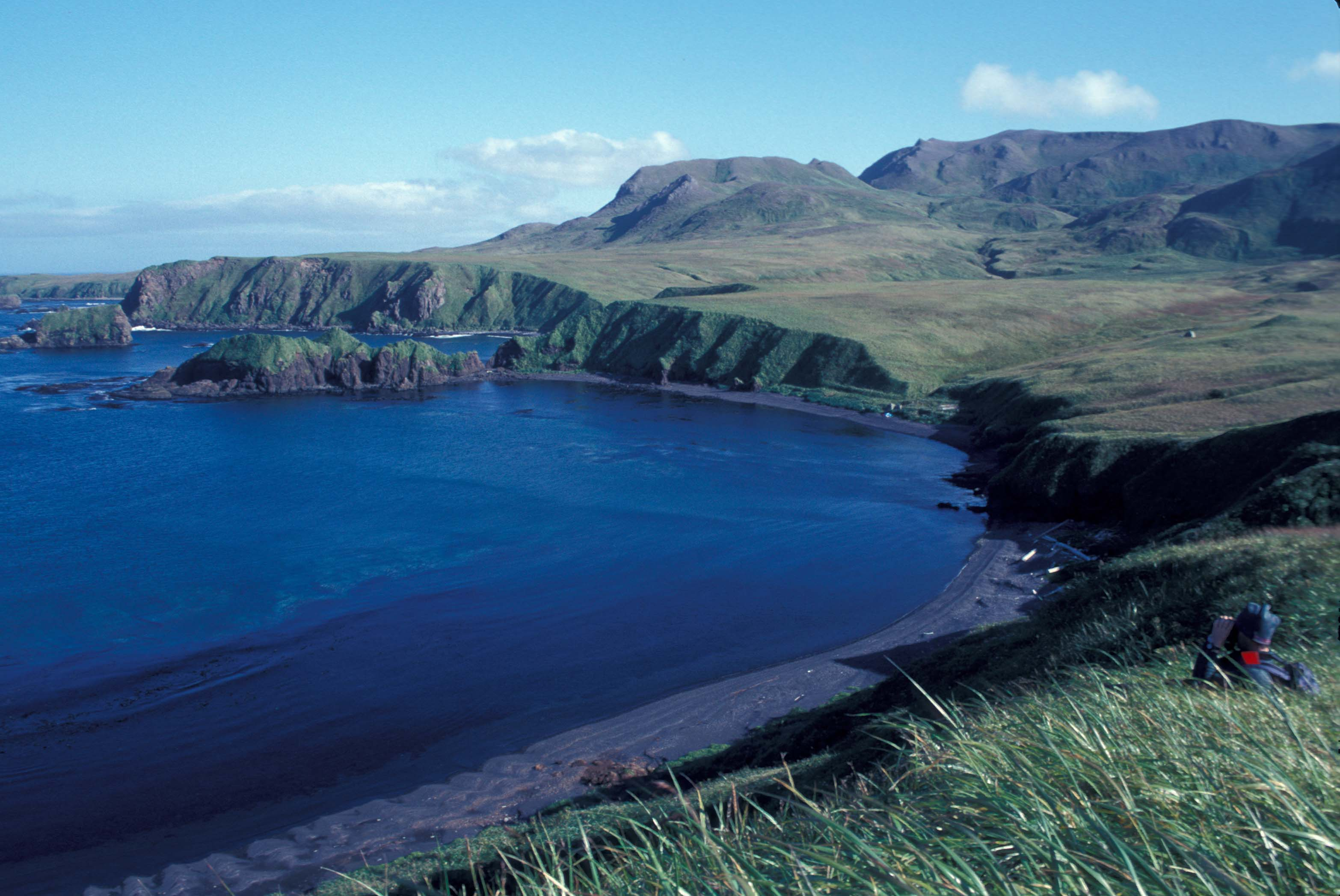
Ostrov Hawadax
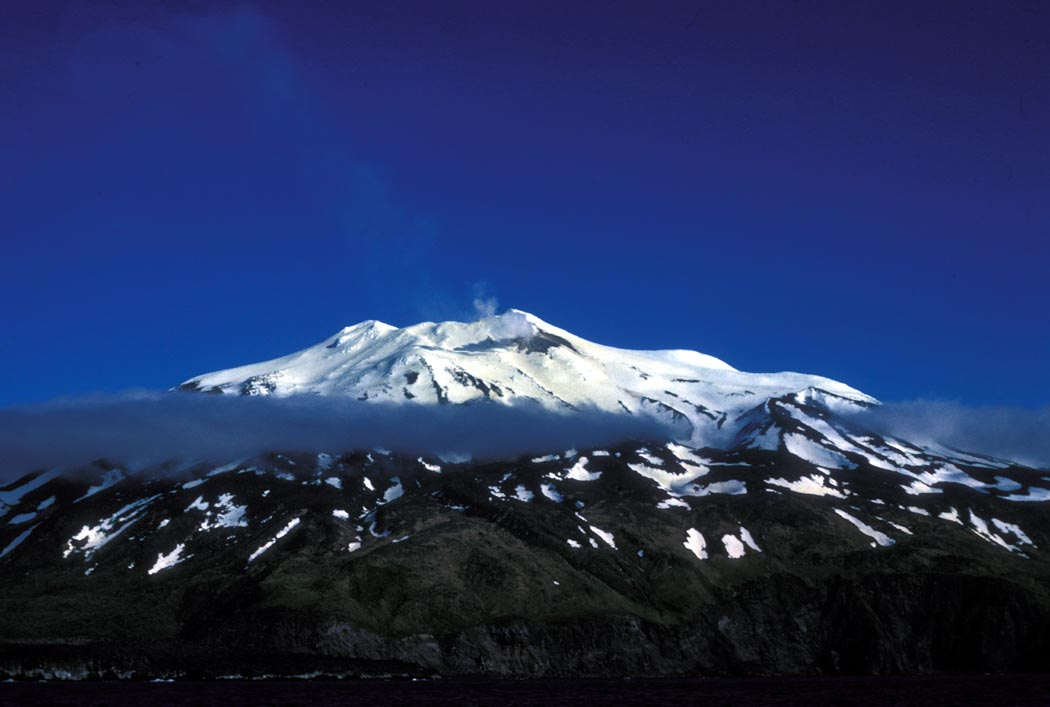
Sopka Kiska na stejnojmenném ostrově
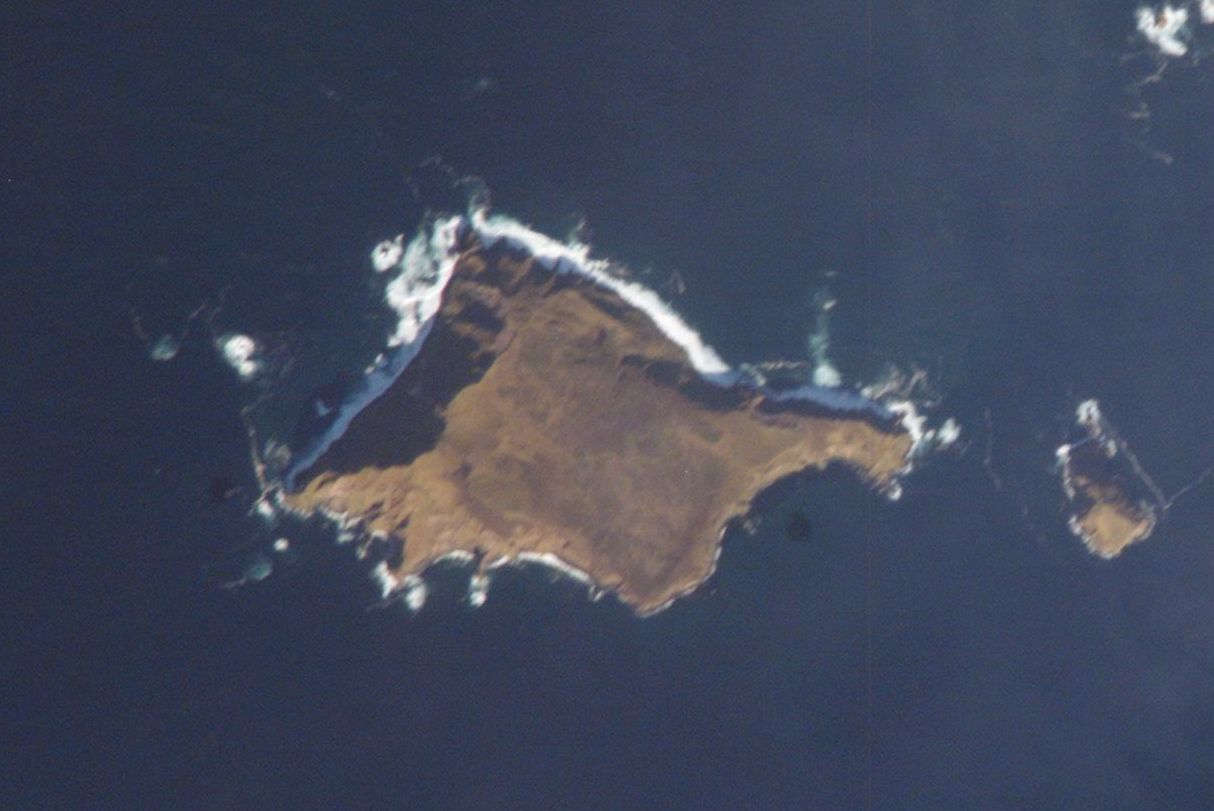
Vlevo ostrov Chvostova a vpravo ostrov Pyramida
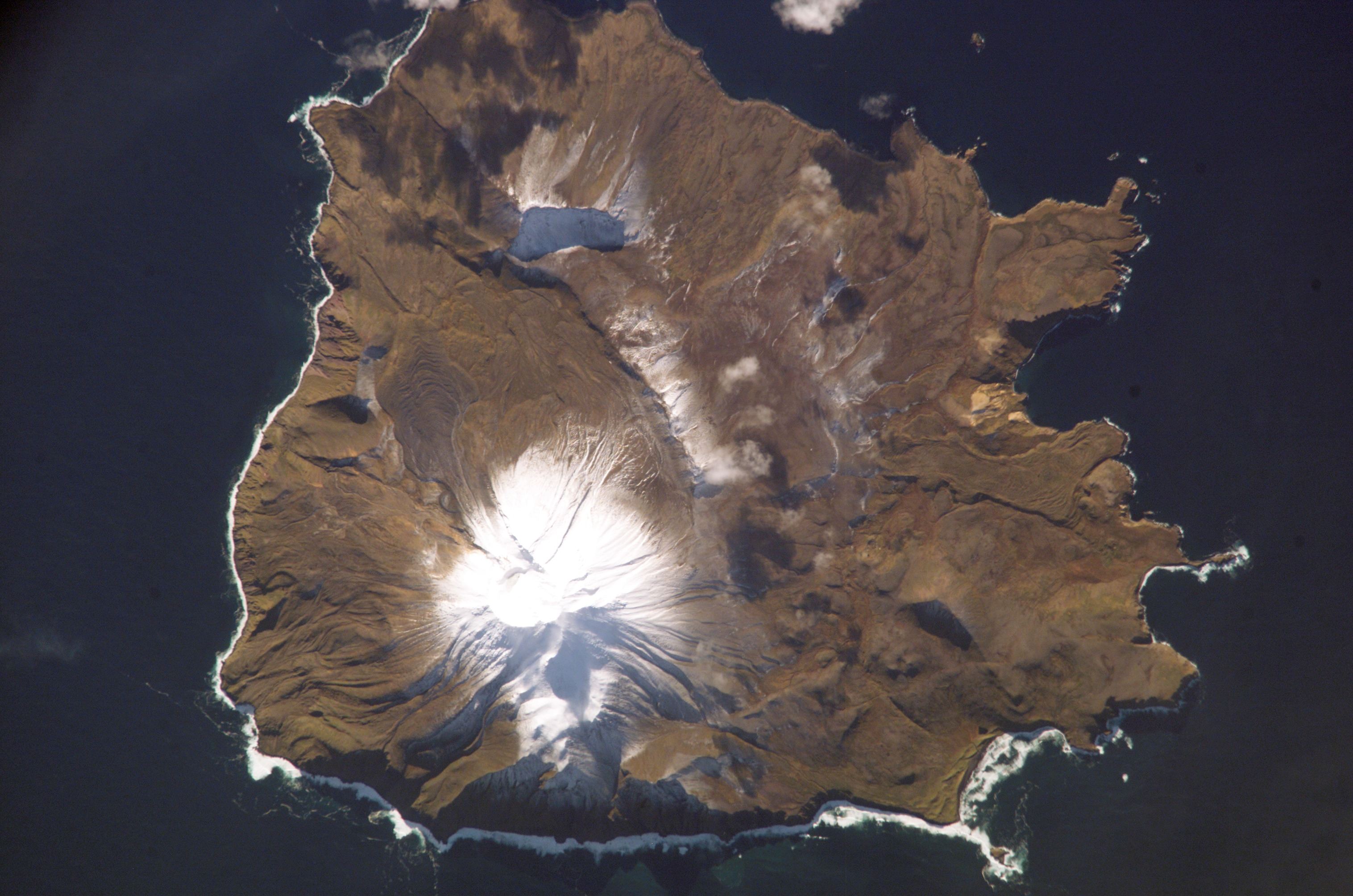
Satelitní foto Malého Sitkinu
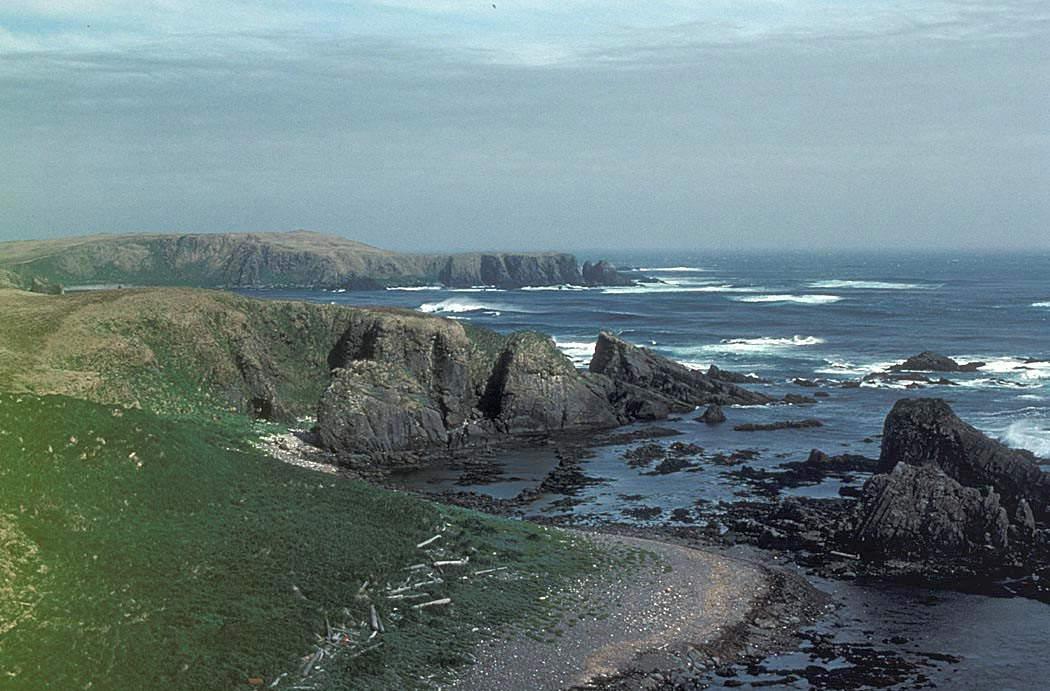
Pobřeží Amčitky
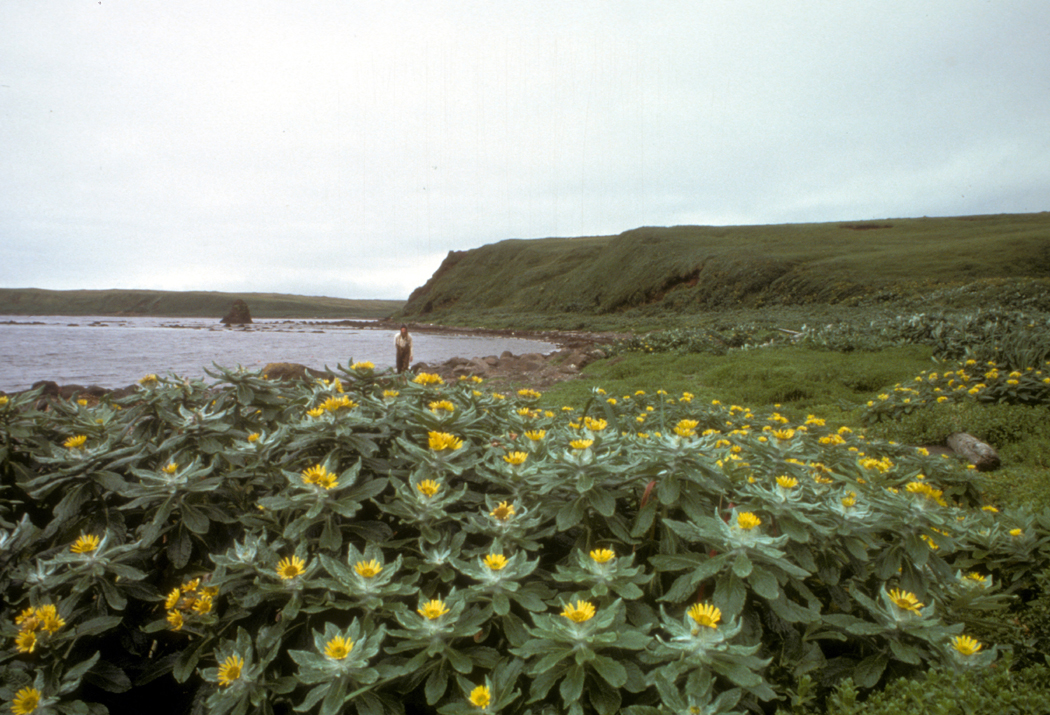
Léto na Amčitce
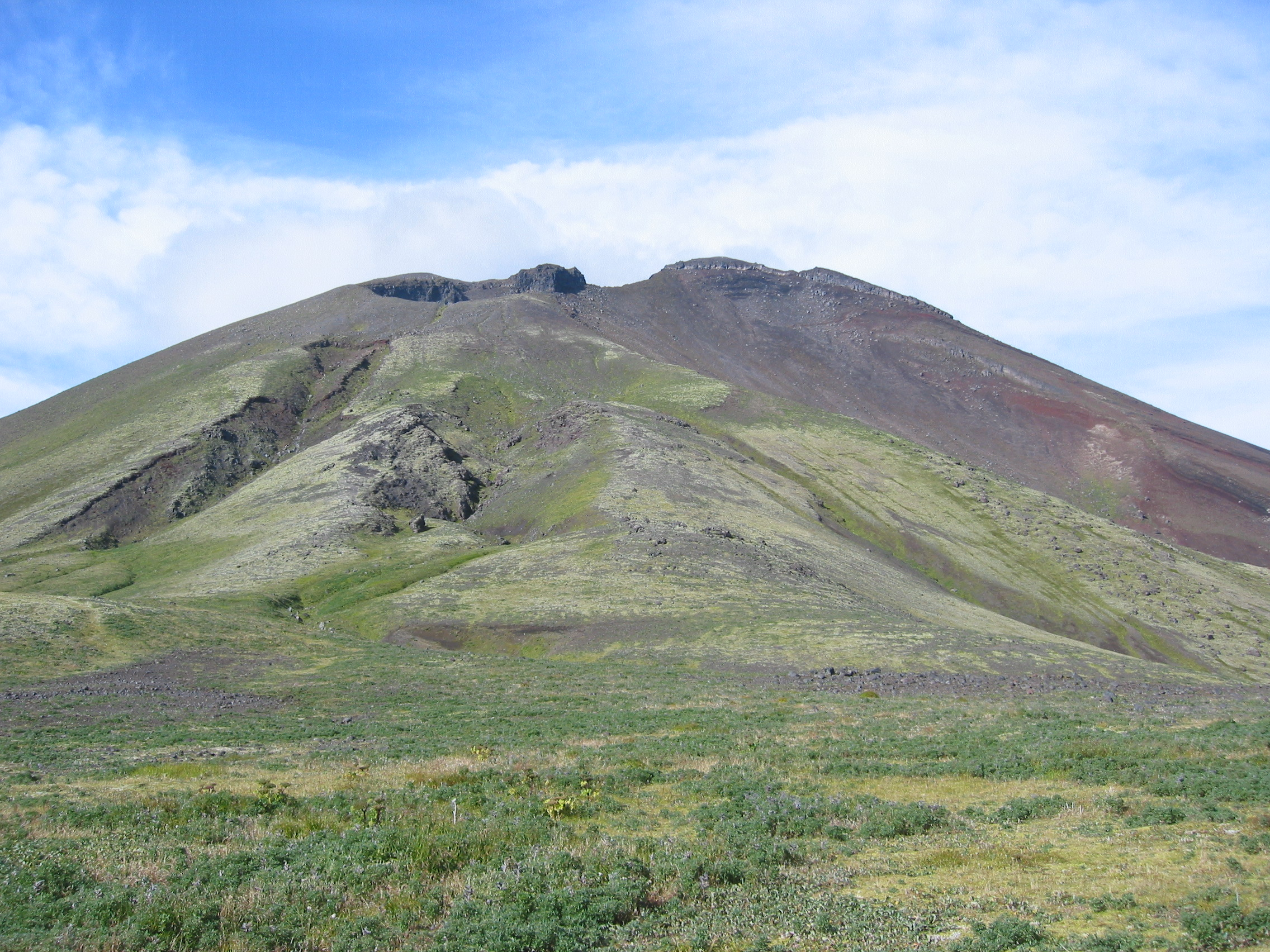
Semisopočnoj ostrov